# 부르크 극장

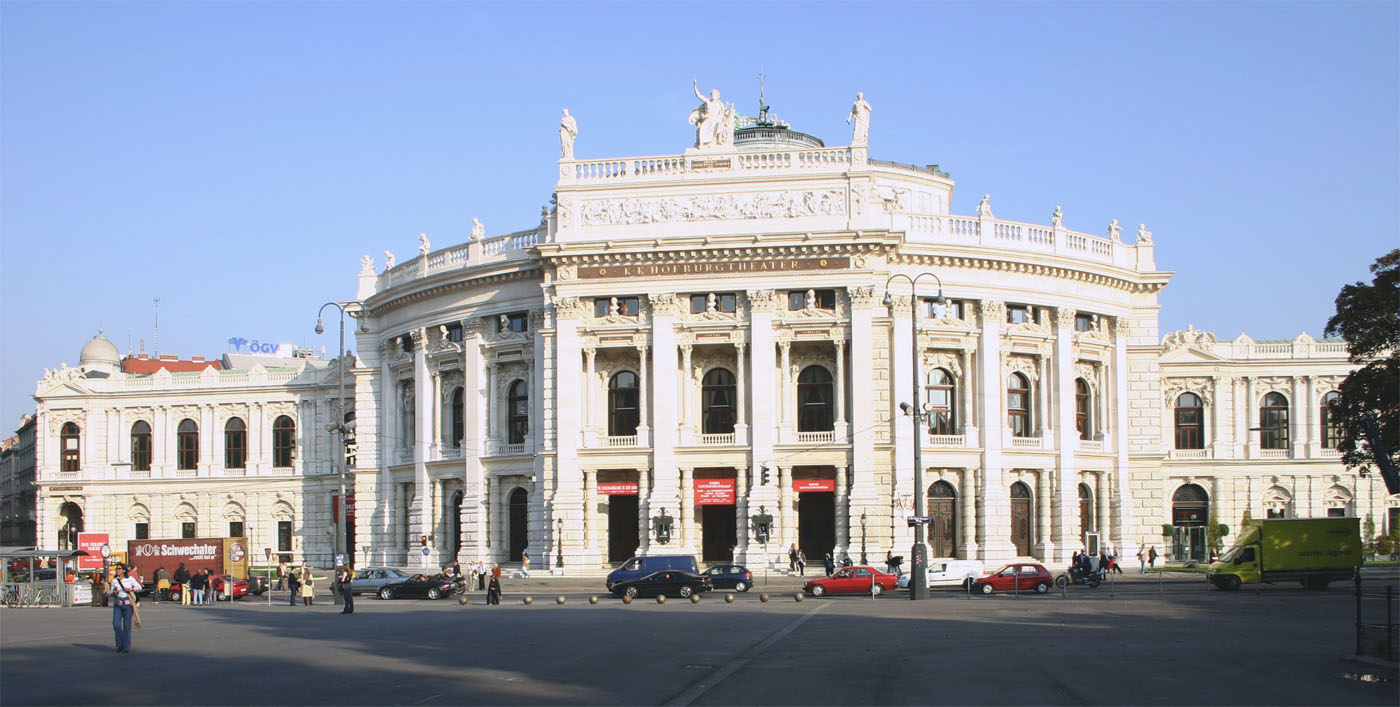
부르크 극장

부르크 극장(Burgtheater)은 오스트리아 빈에 있는 극장이다.